# Pondok Bakil
Pondok Bakil is een bestuurslaag in het regentschap Bengkulu Utara van de provincie Bengkulu, Indonesië. Pondok Bakil telt 425 inwoners (volkstelling 2010).